# Torrelacárcel
Torrelacárcel is een gemeente in de Spaanse provincie Teruel in de regio Aragón met een oppervlakte van 35,54 km². Torrelacárcel telt 176 inwoners (1 januari 2016).

## Demografische ontwikkeling
Bron: INE, 1857-2011: volkstellingen

## Geboren
- Bartolomé Sebastián de Aroitia (circa 1490 - 1568), inquisiteur, bisschop van Patti, aartsbisschop van Tarragona
- Melchor de Navarra y Rocafull (1626-1691), onderkoning van Peru